# Porcelaine de Bordeaux

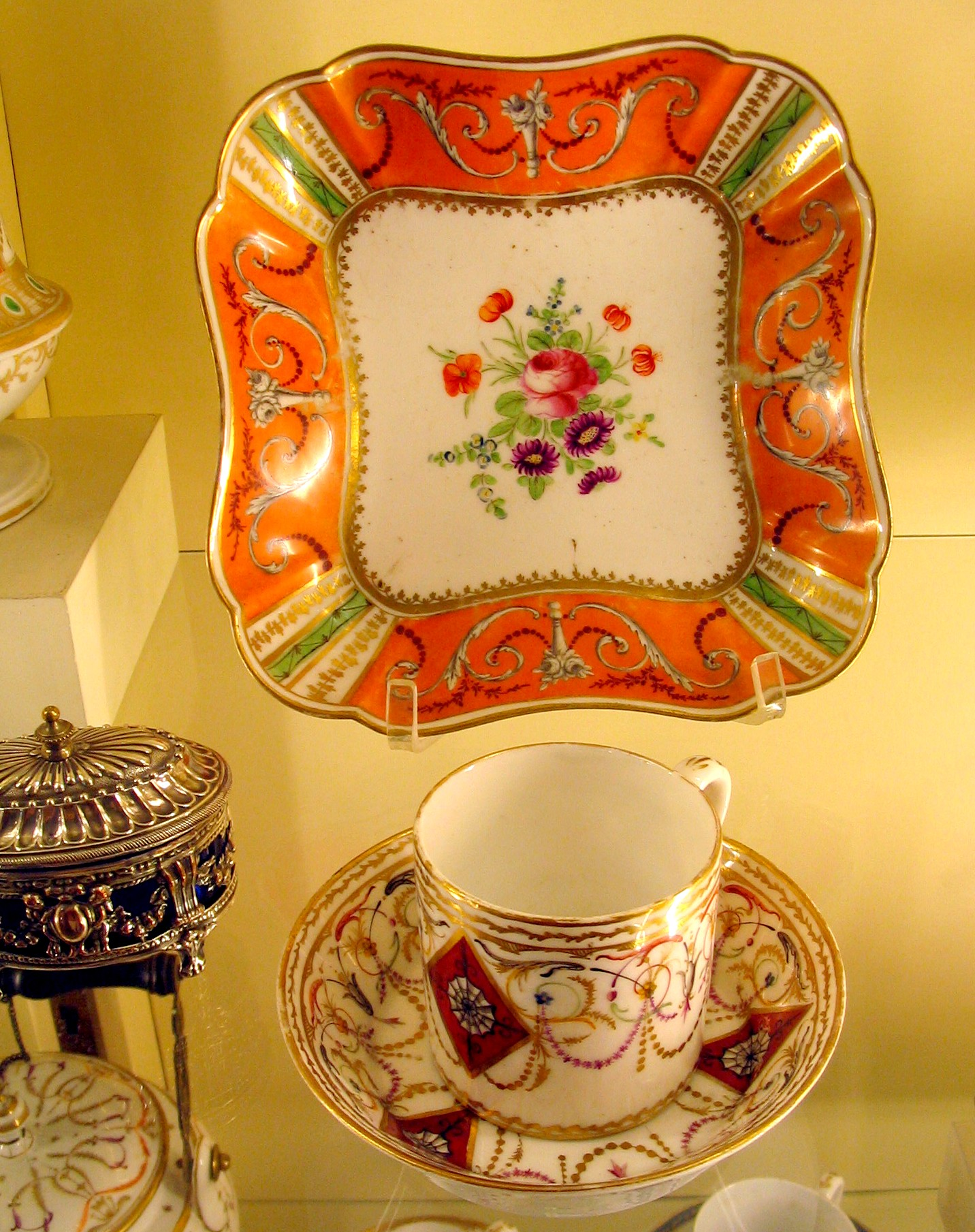
Coupe et tasse en porcelaine de Bordeaux, Musée des arts décoratifs de Bordeaux, France, 1787-1790

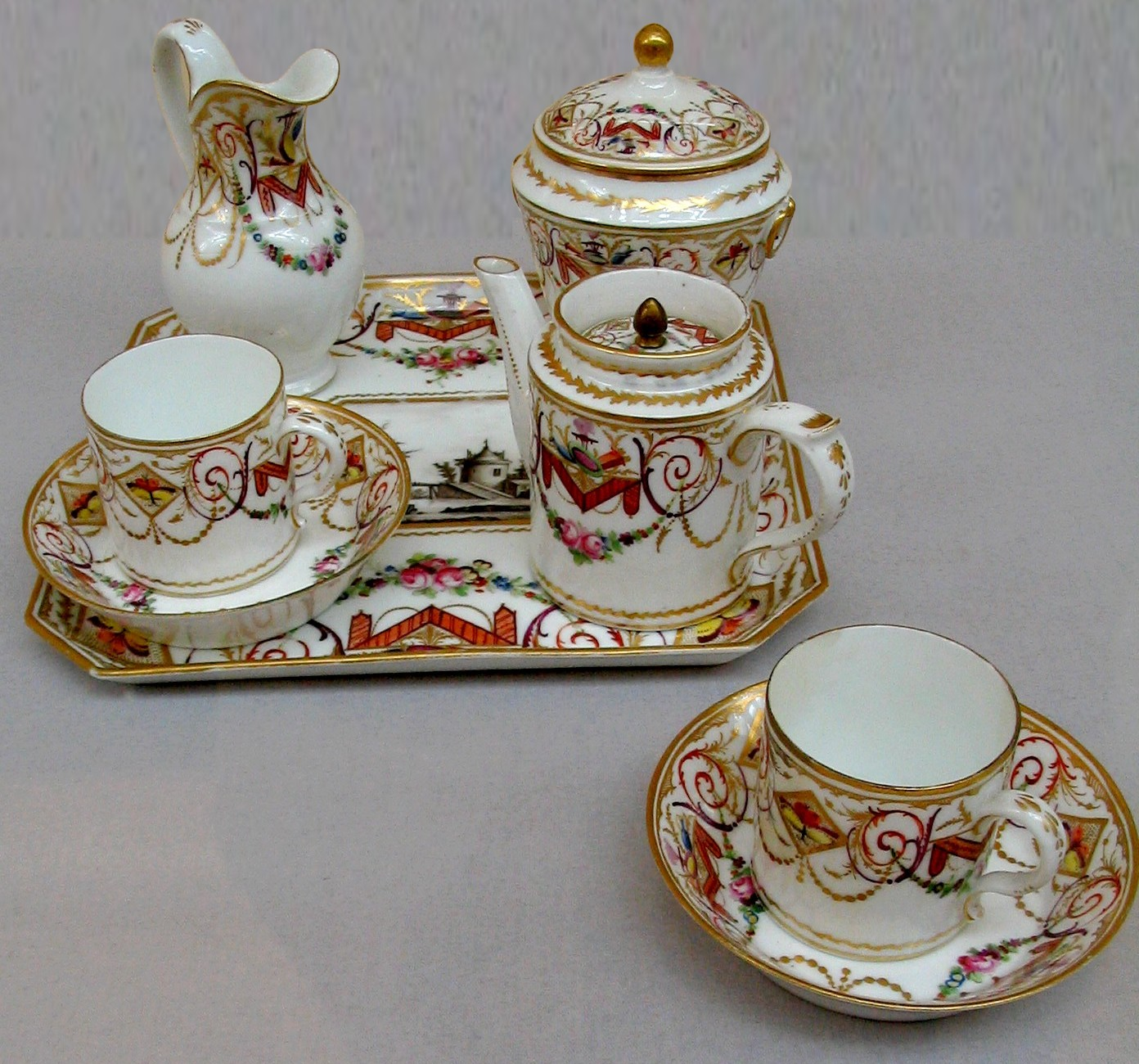
Service en porcelaine de Bordeaux, Manufacture des Terres de Bordes.

## Histoire
La porcelaine de Bordeaux fut une production céramique éphémère issue d'une manufacture active de 1787 à 1790 à Bordeaux, dans le département de la Gironde.

La création de cette manufacture bordelaise s'inscrit dans la vogue touchant la France à la suite de la découverte du kaolin, élément indispensable à sa fabrication, à Saint-Yrieix, et l'assouplissement de la législation qui protégeait la Manufacture de Sèvres jusqu'en 1784. 
Dès lors, les manufactures parisiennes rivalisent d'ingéniosité et leurs productions créent un engouement qui fait oublier peu à peu la porcelaine des Compagnies des Indes.
Ces dernières étaient particulièrement appréciées dans les villes portuaires et plus particulièrement à Bordeaux. C'est probablement ce qui poussa Pierre Verneuilh et son neveu Jean, marchands détaillistes de la rue des Argentiers, à la création d'une manufacture "en Paludate, au château de Bordes, au-dessus de l'hôpital des enfants trouvés". 
C'est à l'arrivée en 1787 de Michel Vanier, porcelainier aguerri, que se développe cette production bordelaise saluée pour sa qualité par les historiens de la porcelaine française. Elle compte un important personnel spécialisé aussi bien masculin que féminin. La manufacture connait des difficultés plus particulièrement à la suite du décès de Vannier. 
Malgré la faible durée de vie de la Manufacture des Terres de Bordes, des pièces prestigieuses sortirent des ateliers.

## Caractères stylistiques

### Les formes
C'est grâce aux comptes-rendus de fournées, et à l'importante collection conservée au Musée des arts décoratifs et du design de Bordeaux que nous pouvons apprécier l'étendue de la production de la Manufacture des Terres de Bordes. L'on trouve autant des pièces destinées à l'usage de la table, la décoration telles que des vases, que pour la chambre et la toilette. D'après l'inventaire dressé chez Omont, marchands parisiens et distributeurs de pièces de la manufacture, l'on pouvait retrouver autant de la vaisselle courante que des pièces de luxe.

### Les décors
Les décors que l'on retrouve sur les assiettes, mais aussi sur les pièces de boissons, sont le plus souvent fleuris : décor à barbeaux, semis de roses de pensées, ou autres fleurs stylisées. On trouve également des paysages, essentiellement lacustres, mais aussi des scènes historiées ou animalières, trophées ou attributs de musique, entourés de  décors festonnés et stylisés. La polychromie est riche et le plus souvent rehaussée d'or. 